# Stelato
Stelato — китайский производитель электромобилей со штаб-квартирой в Шэньчжэне, основанный в 2024 году.

## История
В декабре 2023 года компания Huawei зарегистрировала третью после Aito и Luxeed марку автомобилей, получившую название Stelato.  Дебют марки состоялся в марте 2024 года на китайском рынке.
Первой моделью компании Stelato стал представительский автомобиль Stelato S9. Хотя в автомобиле применяется программное обеспечение Huawei на основании технических решений BAIC, S9 стал удлинённым вариантом Luxeed S7 концерна Chery. Мировая премьера состоялась в апреле 2024 года на Пекинском автосалоне.

## Модельный ряд
- S9